# 諾亞·巴科爾
諾亞·巴科爾（英語：Noah Baffoe，1993年5月21日—）是一名加納裔西班牙職業足球運動員，擔任前鋒，現時效力香港超級聯賽球會理文。

## 球員生涯

### 東方
2023年8月28日，巴科爾加盟香港超級聯賽球隊東方。加入東方後，巴科爾在首6場比賽都有攻入入球。2023年11月，巴科爾當選為香港超級聯賽每月最有價值球員。
2024年5月，巴科爾當選為4月及5月香港超級聯賽每月最有價值球員，是同一季之內第4次贏得每月最有價值球員獎，是首位在本地頂級聯賽達到此里程碑的球員。巴科爾在整個球季表現突出，在香港足球明星選舉中，巴科爾獲當選為「球員之星」及入選「明星十一人」。巴科爾在2023–24年香港超級聯賽上陣18場攻入17球，與理文的安尼亞同時獲得聯賽神射手。在2023–24年香港足總盃決賽，巴科爾梅開二度兼射入奠勝一球協助奪得冠軍。
在2024－25年球季的香港足球明星選舉中，巴科爾首次獲選為香港足球先生。
在2024–25年香港足總盃決賽，巴科爾於比賽末段連入三球協助東方奪得冠軍。

## 榮譽
東方
- 香港足總盃冠軍（2023–24、2024–25季度）
- 香港高級組銀牌冠軍（2024–25季度）

個人
- 香港足球明星選舉 明星十一人（2023–2024、2024–2025季度）
- 香港足球明星選舉 香港足球先生（2024–2025季度）